# Złoć żółta
Złoć żółta (Gagea lutea) – gatunek byliny z rodziny liliowatych. Występuje niemal w całej Europie (bez jej południowych i zachodnich krańców), w zachodniej Azji (po zachodnią Syberię i Himalaje) oraz na Dalekim Wschodzie (na Półwyspie Koreańskim, w Japonii i na Sachalinie). W Polsce jest rozpowszechniona na niżu oraz na Pogórzu i w niższych partiach gór, ale lokalnie bywa rzadka, np. na północnym wschodzie, w świętokrzyskim i zachodniej części lubuskiego.

## Morfologia

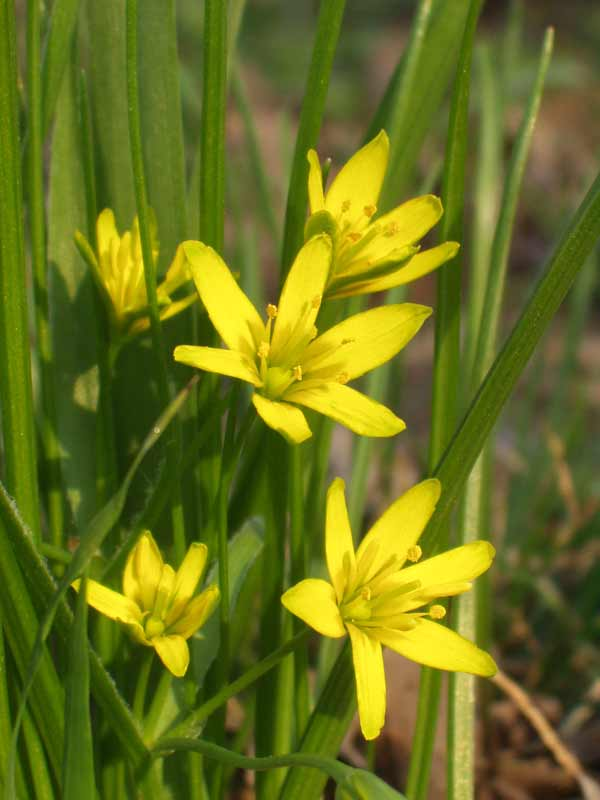
Kwiaty

ŁodygaBezlistna, wysokości 10–30 cm, zwieńczona kwiatostanem.
Organy podziemnePojedyncza, otoczona łupiną cebula. Cebulki boczne nie tworzą się.
LiścieZazwyczaj jest tylko jeden liść odziomkowy o szerokości 3–9 mm i żółtawozielonym kolorze. Jest on równowąski, zwęża się ku obu końcom, u szczytu z zakończeniem kapturkowatym, zaostrzonym. Jego długość jest równa wysokości całej rośliny lub niewiele większa. Bezpośrednio pod kwiatostanem wyrastają dwa niewielkie liście, z których dolny jest większy. Liście te, lancetowatego kształtu, są delikatnie owłosione i posiadają cienką białą obwódkę.
KwiatyZebrane w kwiatostan typu baldach zawierający 3–7 kwiatków. Są one jasnożółtego koloru, wyrastają na szypułkach dwukrotnie dłuższych od długości kwiatu. Z zewnątrz są zielone (u niektórych roślin mają po zewnętrznej stronie żółte smugi). Pręciki są o połowę krótsze od długości listków okwiatu. Pylniki mają jajowaty kształt.
OwoceTrójkomorowe torebki.

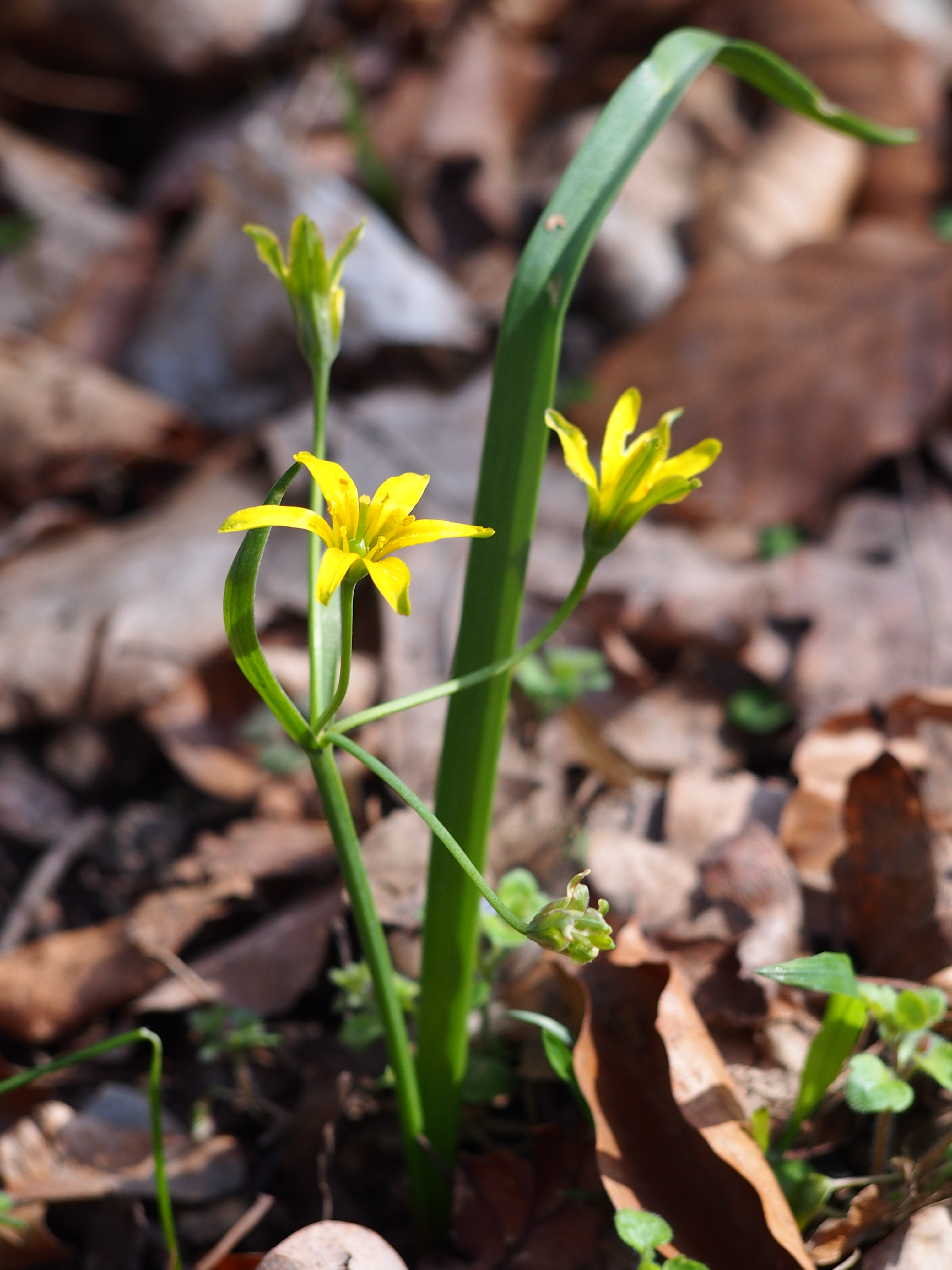
Pokrój
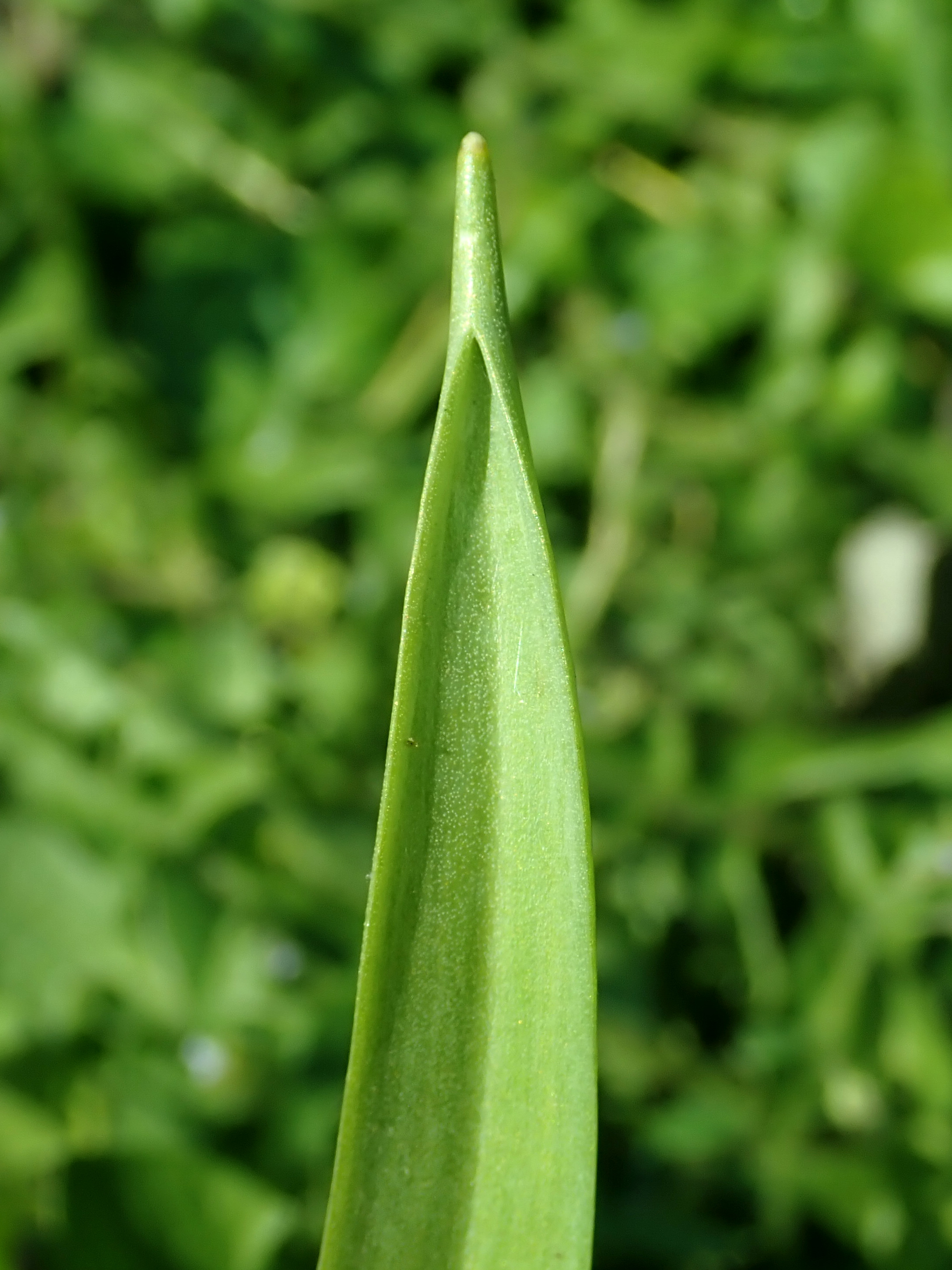
Liść
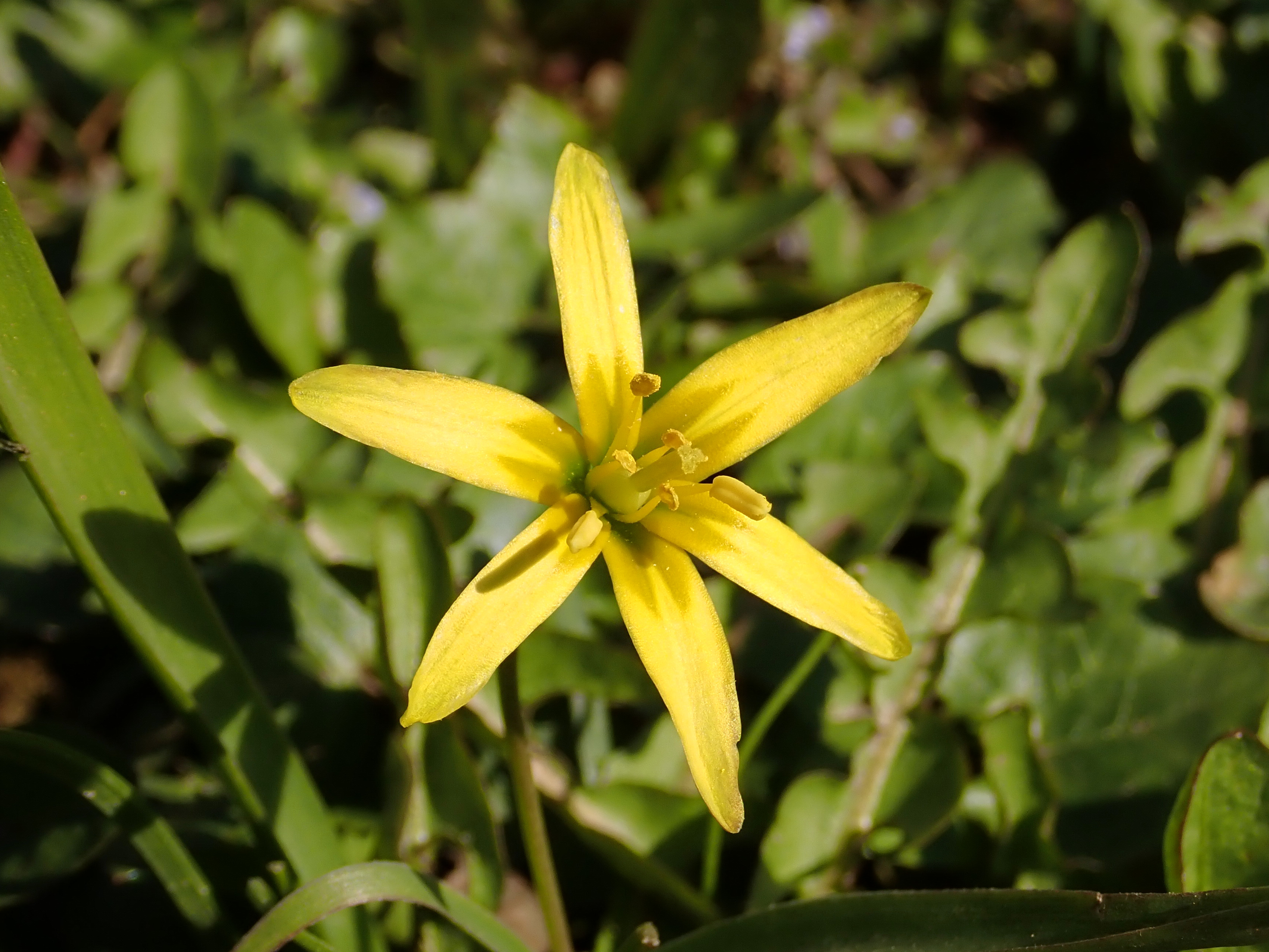
Kwiat
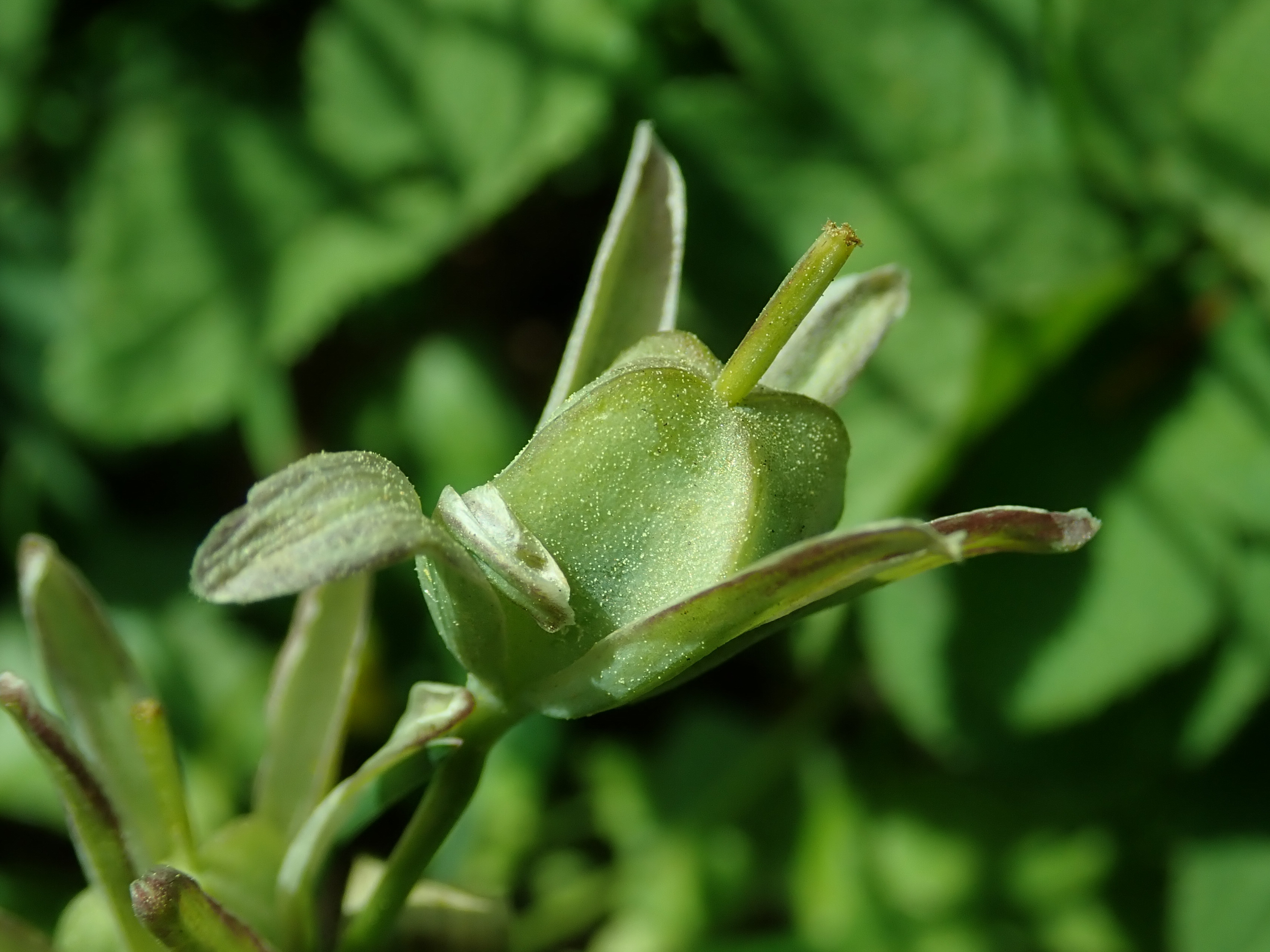
Owoc

## Biologia i ekologia
Złoć żółta jest geofitem cebulkowym. Kwitnie od marca do maja. Kwiaty są przedsłupne, zapylane przez chrząszcze i błonkoskrzydłe. Przy braku owadów możliwe jest samozapylenie. Kwiaty zamykają się na noc oraz podczas deszczu. Ponieważ z zewnątrz są zielone, wyglądają wówczas jak pąki i stają się trudne do wypatrzenia. Nasiona rozprzestrzeniane są przez mrówki. Po przekwitnięciu i dojrzeniu owoców pęd nadziemny szybko zanika, tak, że na początku lata nie można go już znaleźć.
Złoć żółta jest rośliną azotolubną. Preferuje gleby gliniasto-piaszczyste bogate w składniki odżywcze. Spotkać ją można przede wszystkim w lasach liściastych (zwłaszcza w łęgach i grądach), w parkach, na zadrzewionych stokach potoków i w jarach. Zajmuje siedliska w typologii siedlisk leśnych określane jako las świeży, wilgotny i łęgowy. Jest gatunkiem charakterystycznym dla zespołu roślinnego All. Alno-Ulmion. Rośnie często w towarzystwie zawilca żółtego.

## Obecność w kulturze
Złoć żółta była pierwszą rośliną w zielniku Paszczaka w książce Tove Jansson „W Dolinie Muminków”.